# Бокурт ан Сантер
Бокурт ан Сантер (фр. Beaucourt-en-Santerre) насеље је и општина у североисточној Француској у региону Пикардија, у департману Сома која припада префектури Мондидје.
По подацима из 2011. године у општини је живело 178 становника, а густина насељености је износила 29,92 становника/km². Општина се простире на површини од 5,95 km². Налази се на средњој надморској висини од 95 метара (максималној 99 m, а минималној 58 m).

## Демографија
| 1962. | 1968. | 1975. | 1982. | 1990. | 1999. | 2011. |
| ----- | ----- | ----- | ----- | ----- | ----- | ----- |
| 80    | 83    | 84    | 82    | 101   | 114   | 178   |

График промене броја становника у току последњих година